# Collegio elettorale di Piacenza II (Regno di Sardegna)
Il collegio elettorale di Piacenza II è stato un collegio elettorale uninominale del Regno di Sardegna. È uno degli otto collegi elettorali della provincia di Piacenza creati dopo la temporanea caduta del ducato di Parma. Fu istituito con decreto del luogotenente generale Eugenio di Savoia-Carignano del 29 maggio 1848.
Il decreto luogotenenziale affidò all'amministrazione locale di Piacenza e al sindaco di Pontenure l'incombenza di suddividere il territorio in modo che il collegio e quello parallelo di Piacenza I avessero "una popolazione quasi uguale".
Dopo la prima guerra d'indipendenza il territorio ritornò a far parte del ducato di Parma e Piacenza. Dopo la seconda guerra d'indipendenza il collegio fu unito a quello di Piacenza I e assieme costituirono il collegio Piacenza.

## Dati elettorali
Nel collegio si svolsero votazioni per le prime due legislature, poi gli austriaci occuparono di nuovo le provincie di Parma e Piacenza.

### I legislatura
Le votazioni si svolsero in 222 collegi uninominali a doppio turno. Come previsto dal decreto n. 680 del 17 marzo 1848, era eletto al primo turno il candidato che «riunisce in suo favore più del terzo dei voti del total numero dei membri componenti il collegio e più della metà dei suffragi dati dai votanti presenti all'adunanza» (art. 92). Se nessun candidato era eletto, al ballottaggio tra i due candidati con più voti era eletto chi otteneva il maggior numero di voti (art. 93) o, in caso di ugual numero di voti, il maggiore d'età (art. 94).
| Partito  | Partito  | Candidato      | Risultati 20 aprile 1848 |
| -------- | -------- | -------------- | ------------------------ |
|          | —        | Carlo Giarelli | —                        |
|          |          |                |                          |
| Iscritti | Iscritti | 216            |                          |

Mancano i verbali. — L'eletto optò per il collegio di Bettola il 1 luglio 1848.
Il collegio era stato convocato, con Regio Decreto 7 settembre 1848, per il 30 stesso mese, ma in seguito a ritardi nella spedizione del detto Decreto, la convocazione dei collegio col Regio Decreto 30 settembre stesso anno fu rinviata al 10 ottobre e il collegio fu convocato nel comune dì Pontenure, essendo Piacenza occupata dagli austriaci. 
| Partito                            | Partito                            | Candidato                          | Primo turno 10 ottobre 1848 | Primo turno 10 ottobre 1848 | Ballottaggio 11 ottobre 1848 | Ballottaggio 11 ottobre 1848 |
| Partito                            | Partito                            | Candidato                          | Voti                        | %                           | Voti                         | %                            |
| ---------------------------------- | ---------------------------------- | ---------------------------------- | --------------------------- | --------------------------- | ---------------------------- | ---------------------------- |
|                                    | —                                  | Camillo Piatti                     | 34                          | 56,67                       | 32                           | 74,42                        |
|                                    | —                                  | Michele Garilli                    | 26                          | 43,33                       | 11                           | 25,58                        |
|                                    |                                    |                                    |                             |                             |                              |                              |
| Iscritti                           | Iscritti                           | Iscritti                           | 216                         | 100,00                      | 216                          | 100,00                       |
| ↳ Votanti (% su iscritti)          | ↳ Votanti (% su iscritti)          | ↳ Votanti (% su iscritti)          | 64                          | 29,63                       | 43                           | 19,91                        |
| ↳ Voti validi (% su votanti)       | ↳ Voti validi (% su votanti)       | ↳ Voti validi (% su votanti)       | 60                          | 93,75                       | 43                           | 100,00                       |
| ↳ Schede non valide (% su votanti) | ↳ Schede non valide (% su votanti) | ↳ Schede non valide (% su votanti) | 4                           | 6,25                        | 0                            | 0,00                         |
| ↳ Astenuti (% su iscritti)         | ↳ Astenuti (% su iscritti)         | ↳ Astenuti (% su iscritti)         | 152                         | 70,37                       | 173                          | 80,09                        |

Nell'occasione della convalidazione dell'elezione, il 4 novembre 1848, la Camera "deliberava un voto di encomio agli elettori di questo cullegio per essersi adunati sotto il cannone tedesco".

### II legislatura
Le votazioni si svolsero in 222 collegi uninominali a doppio turno con la stessa normativa precedente (al primo turno un numero di voti maggiore di un terzo degli iscritti).
| Partito                            | Partito                            | Candidato                          | Primo turno 22 gennaio 1849 | Primo turno 22 gennaio 1849 | Ballottaggio 23 gennaio 1849 | Ballottaggio 23 gennaio 1849 |
| Partito                            | Partito                            | Candidato                          | Voti                        | %                           | Voti                         | %                            |
| ---------------------------------- | ---------------------------------- | ---------------------------------- | --------------------------- | --------------------------- | ---------------------------- | ---------------------------- |
|                                    | —                                  | Camillo Piatti                     | 15                          | 50,00                       | 44                           | 63,77                        |
|                                    | —                                  | Francesco Freschi                  | 15                          | 50,00                       | 25                           | 36,23                        |
|                                    |                                    |                                    |                             |                             |                              |                              |
| Iscritti                           | Iscritti                           | Iscritti                           | 211                         | 100,00                      | 211                          | 100,00                       |
| ↳ Votanti (% su iscritti)          | ↳ Votanti (% su iscritti)          | ↳ Votanti (% su iscritti)          | 47                          | 22,27                       | 69                           | 32,70                        |
| ↳ Voti validi (% su votanti)       | ↳ Voti validi (% su votanti)       | ↳ Voti validi (% su votanti)       | 30                          | 63,83                       | 69                           | 100,00                       |
| ↳ Schede non valide (% su votanti) | ↳ Schede non valide (% su votanti) | ↳ Schede non valide (% su votanti) | 17                          | 36,17                       | 0                            | 0,00                         |
| ↳ Astenuti (% su iscritti)         | ↳ Astenuti (% su iscritti)         | ↳ Astenuti (% su iscritti)         | 164                         | 77,73                       | 142                          | 67,30                        |

Il territorio fu occupato dall'esercito austriaco e non ci furono altre elezioni.